# Johannes Carl Andersen

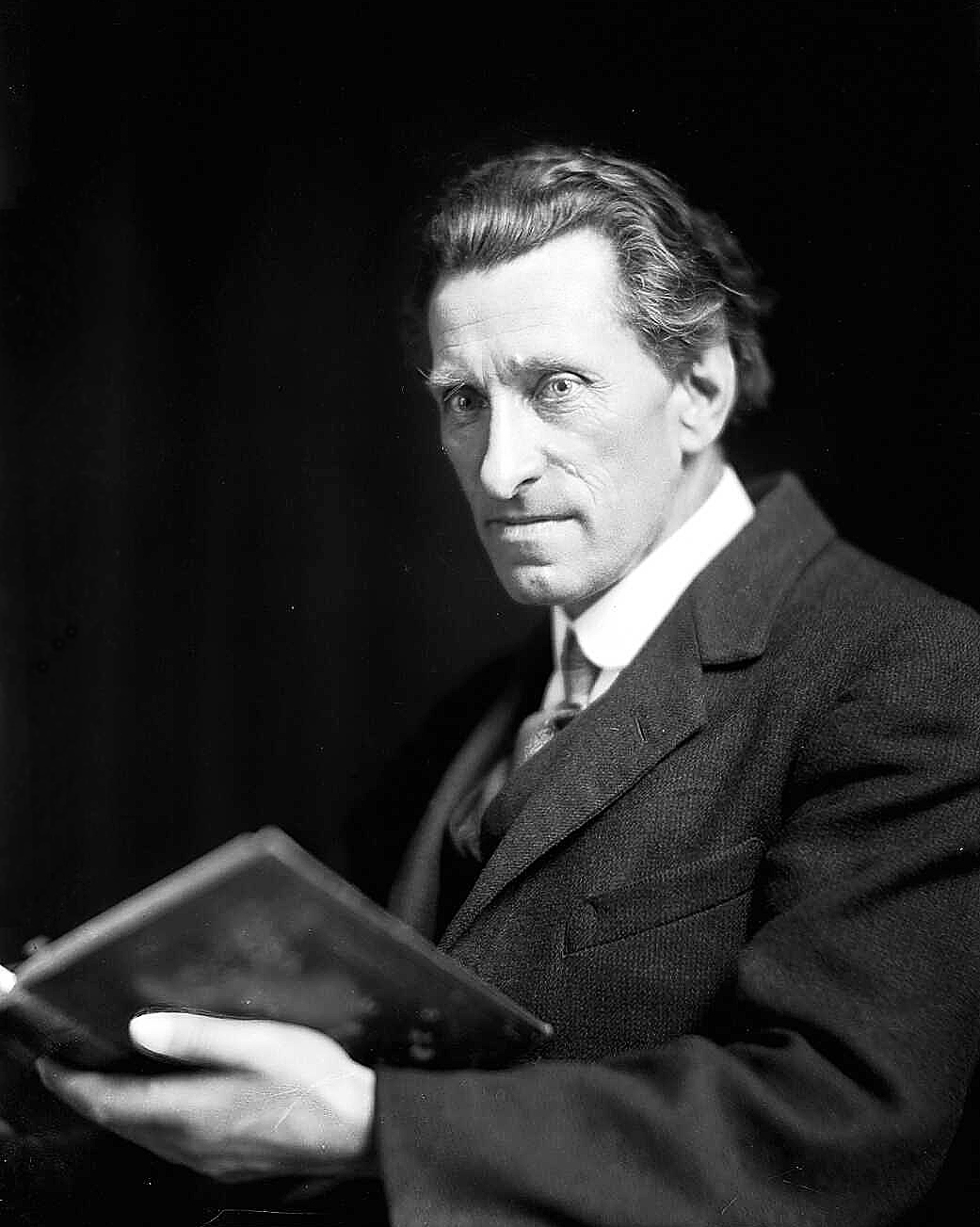
Johannes Carl Andersen
(September 1928)

Johannes Carl Andersen (* 14. März 1873 in Klakring, Jütland, Dänemark; † 19. Juni 1962 Mount Albert, Auckland, Neuseeland) war ein neuseeländischer Staatsbediensteter, Dichter, Ethnologe, Bibliothekar, Herausgeber und Historiker.

## Leben
Johannes Carl Andersen wurde am 14. März 1873 in Klakring in der Provinz Jütland als zweites Kind der Eheleute Jørgen Andersen, von Beruf Uhrmacher und seiner Ehefrau Johanne Marie Hansen geboren. 1874 wanderte die Familie nach Neuseeland aus und erreichte auf der Gutenberg im Oktober den Hafen von Lyttelton. Nach einem Versuch im Oxford District in North Canterbury sesshaft zu werden, siedelte die Familie schließlich in Christchurch, wo Andersen die Papanui School besuchte, einer der besten Schüler war und anschließend im März 1887 im damaligen Department of Lands and Survey zunächst einen Aushilfsjob bekam. Er sollte dort über 28 Jahre arbeiten, beginnend als Zeichner in Ausbildung und später als Angestellter.
Am 9. Mai 1890 heiratete er in Christchurch die Lehrerin Catherine Ann McHaffie, die er beim Tanzen kennen gelernt hatte.

## Betätigung als Dichter
Anderson betätigte sich neben seiner Arbeit als Dichter und seine Verse wurden in den späten 1890er und frühen 1900er Jahren regelmäßig in neuseeländischen Zeitungen und im Sydney Bulletin veröffentlicht. 1903 gab er seine Werke in einem Buch unter dem Titel Songs unsunged heraus. Anderson bevorzugte darin künstliche Formen von Versen, wie zum Beispiel in Form von Villanellen oder Rondellen. 1928 veröffentlichte er über die Cambridge University Press sein Werk The laws of verse, in dem er sich wissenschaftlich mit Gedichten auseinandersetzte. Auch als Übersetzer versuchte er sich, indem er das dänische Epos Hrólfs saga kraka des dänischen Dichters Adam Oehlenschläger ins Englische übersetzte.
Für die Schaffung eines eigenen Epos wurde Anderson bei seiner Suche in der Māori-Mythologie fündig. 1907 gab er hierzu sein Werk Maori life in Ao-tea heraus. In Vorträgen und Veröffentlichungen riet er Künstlern und Dichter sich von der Inspiration durch die griechische Kultur zu trennen und sich der Kultur der Māori zuzuwenden und eine eigene neuseeländische Identität zu suchen.

## Betätigung als Ethnologe
Auch begann sich Andersen mit der Flora und Fauna Neuseelands zu befassen und veröffentlichte im Jahr 1926 sein Werk Bird-song and New Zealand song birds, in dem er u. a. den Gesang der Vögel in Musiknotation dargestellte. Seine Kenntnisse aus seiner Arbeit beim Department of Lands and Survey nutzte er, indem er Ortsnamen, die die Māori und die europäischen Einwanderer vergeben hatten, sammelte und den geschichtlichen Hintergrund dazu recherchierte. Place names of Banks Peninsula (1927) war hierzu eines seiner Werke.
1915 zog Anderson mit seiner Familie nach Wellington als er zum Assistenten der General Assembly Library berufen wurde. In Wellington kam er in Kontakt mit der Wellington Philosophical Society, worüber er weitere Kontakte auch zu Wissenschaftlern generieren konnte. Eines Ergebnisses seiner guten Beziehungen war u. a. die Übernahme der Herausgeberschaft des New Zealand Institute's Transactions in den Jahren 1920 bis 1929, Neuseelands führender wissenschaftlicher Zeitschrift. Des Weiteren war Anderson in den Jahren 1919 bis 1923 an vier ethnologischen Expeditionen beteiligt, die ihn in die Regionen von Gisborne und Rotorua, flussaufwärts des Whanganui River hinauf und in den Distrikt des East Cape führte. In Begleitung von Elsdon Best, James McDonald und auf den letzten beiden Reisen mit Te Rangi Hīroa (Peter Buck), erforschte er die traditionelle Musik der Māori.
1925 bot Elsdon Best Anderson die Mitherausgeberschaft der Zeitschrift Journal of the Polynesian Society an, die Anderson auch nach Elsdon Bests Tod im Jahr 1931 fortführte und gegen Änderungen in der Ausrichtung des Journals sowie gegenüber finanziellen Schwierigkeiten Ende der 1930er Jahre erfolgreich verteidigte.

## Bibliothekar

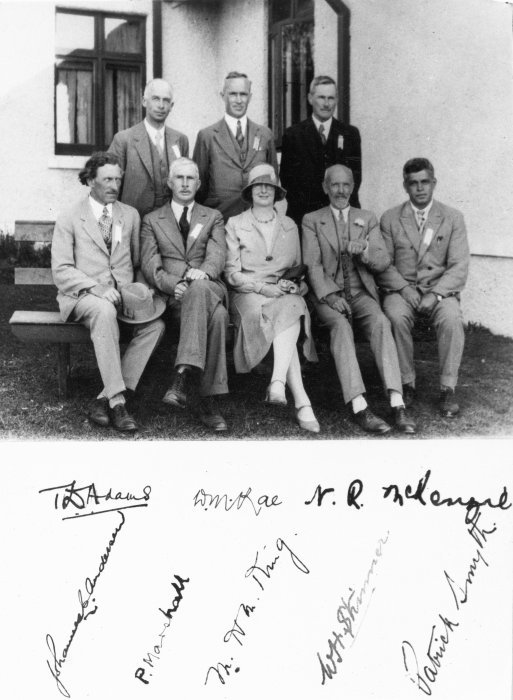
New Zealand Teachers' Summer School, New Plymouth, 1930 (Anderson links im Bild)

Die neuseeländische Öffentlichkeit kannte Andersen weniger durch seine Werke als Dichter und Ethnologe, sondern durch seine Tätigkeit als Bibliothekar der renommierten Alexander Turnbull Library, dessen Amt er im Jahr 1919 antrat und 18 Jahre lange innehatte. Sein Verdienst dort war es, die ehemalige Sammlung einer Privatbibliothek des Wellingtoner Kaufmanns Alexander Horsburgh Turnbull in eine Forschungseinrichtung umzuwandeln. Andersen machte die Bibliothek durch seine Veröffentlichungen bekannt und konnte in Zeiten, in denen sich die Regierung als sparsam zeigte, durch Spenden und Übernahme von Nachlässen den Bestand der Bibliothek erweitern und weiter Ausbauen.

## Ruhestand
Als 1937 Andersen die Alexander Turnbull Library als Ruheständler verließ, setzte er sich nicht zur Ruhe, sondern schrieb weiter Artikel und Bücher, hielt Vorträge und war an Radiosendungen beteiligt. 1946 zog er mit seiner Frau nach Auckland und ließ sich im Stadtteil Mount Albert nieder. Damit verbunden gab er auch die Herausgeberschaft des Journal of the Polynesian Society ab.

## Auszeichnungen
- 1944 – Hector Memorial Medaille und Preis (siehe James Hector)[1]

## Tod
Anderson verstarb an 19. Juni 1962 im Alter von 89 Jahren in Mount Albert, einem Stadtteil von Auckland.

## Werk
Andersen verfasste Zeit seines Lebens nahezu 30 Bücher und sogenannte Booklets, hinterließ zahlreiche unveröffentlichte Schriften und wurde
- 1887–1915 – Mitarbeiter des Department of Lands and Survey
- 1915–???? – Mitarbeiter der General Assembly Library
- 1919–1937 – Bibliothekar der Alexander Turnbull Library
- 1920–1929 – Herausgeber des New Zealand Institute's Transactions
- 1924–???? – Mitglied des Honorary Geographic Board of New Zealand
- 1925–1946 – Mitherausgeber des Journal of the Polynesian Society[1]